# Крушинка (Киевская область)
Круши́нка (укр. Крушинка) — село в Киевской области, Васильковского района.

## Название
Название происходит из легенды:
Когда-то здесь были христиане-проповедники. Они зашли в деревню отдохнуть. Им был подан чай с крушиной (растение, слабительное). С тех пор деревня известна под именем Крушинка.

## История
В XVII веке здесь проходил Белоцерковский шлях.

## География
Через село течёт речка Крушинка. Возле села Малая Бугаевка она впадает в речку Бугаевка, а дальше в Стугну и в Днепр.

### Пруды

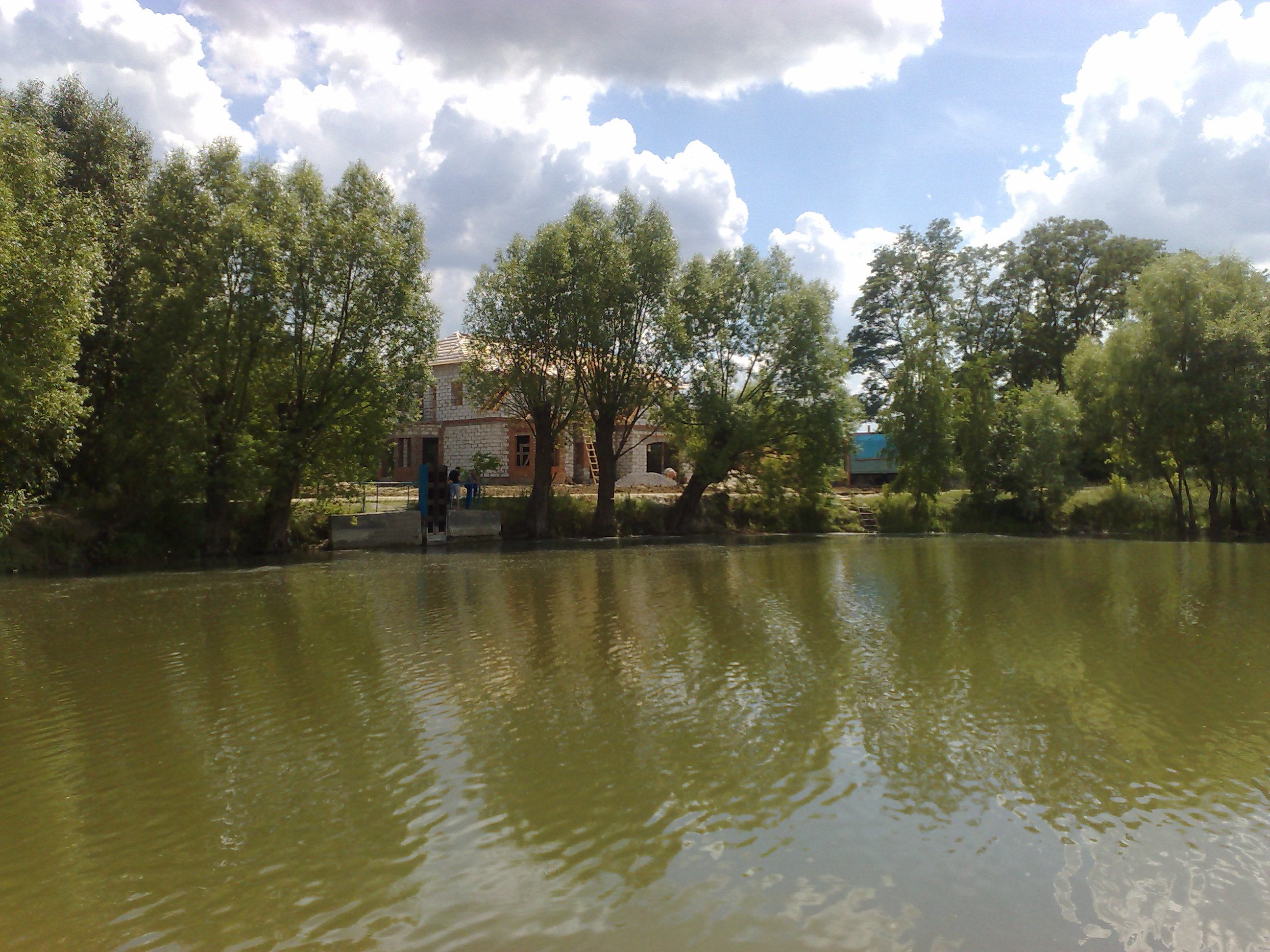
Пруд Рябенковое летом 2008.

В селе несколько прудов — Еленовка, Рябенковое, Школьный и Дачное.
На Дачном водятся черепахи и раки.
На Еленовке тоже раньше были раки.
Из Рябенкового течёт ручеек, сливается с таким же дамбовым ручейком с Еленовки и течёт за село, за дачи.
Водятся лягушки и мелкая рыба — пескари, караси. На Бусловке (район села) есть также и ондатры.
В воде иногда плавают ужи.

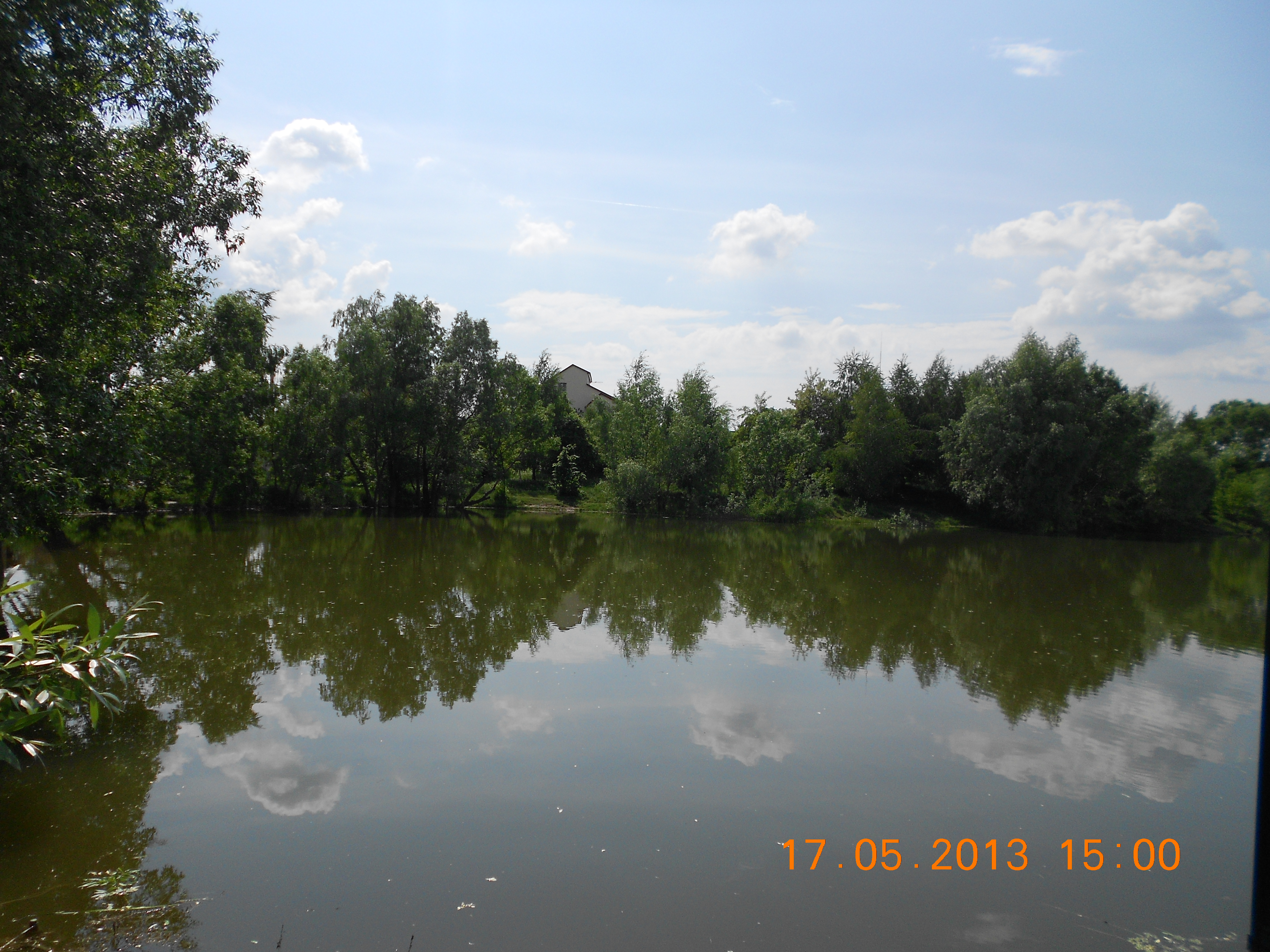
Пруд Рябенковое, 2013
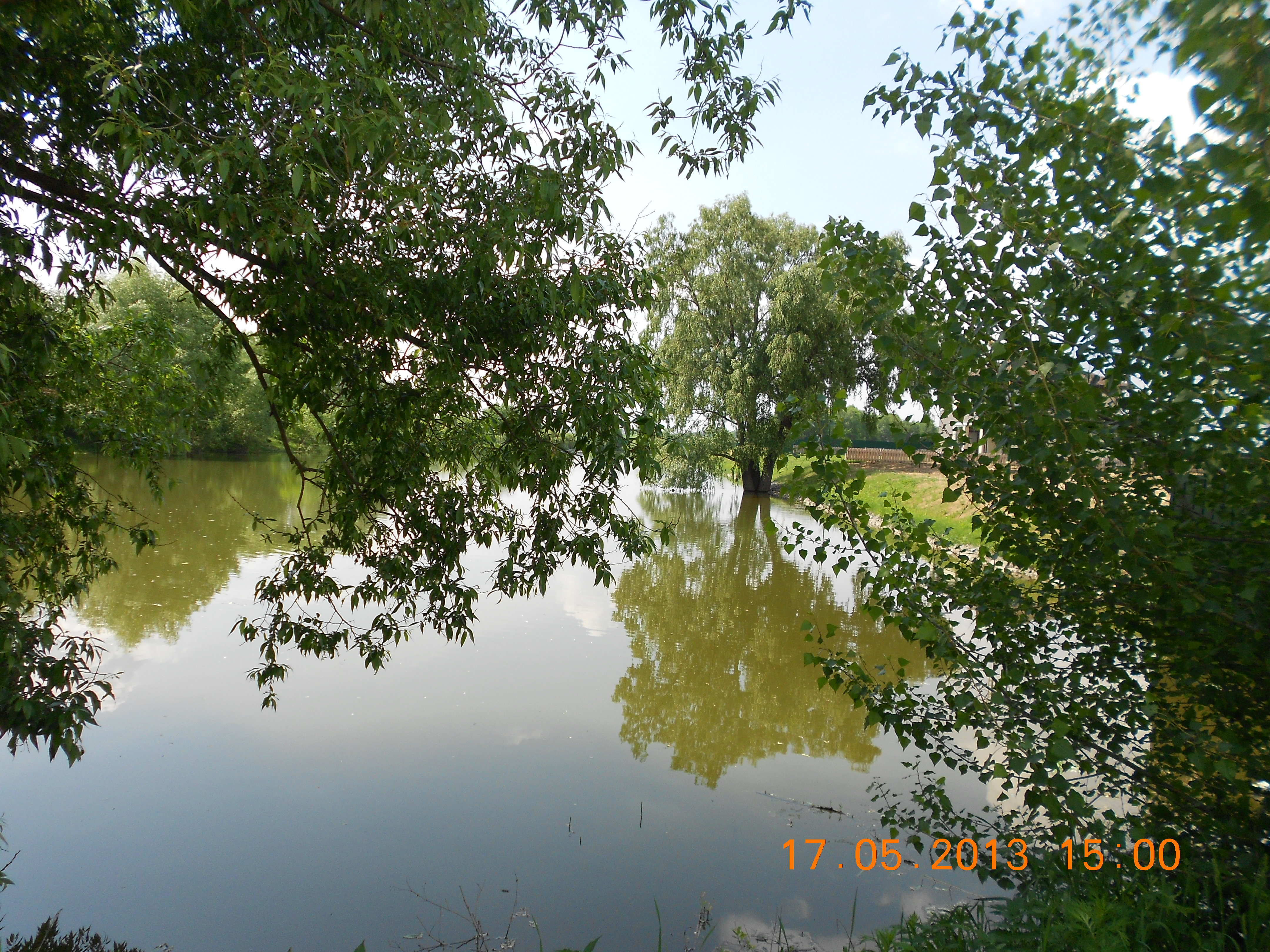
Пруд Рябенковое, 2013
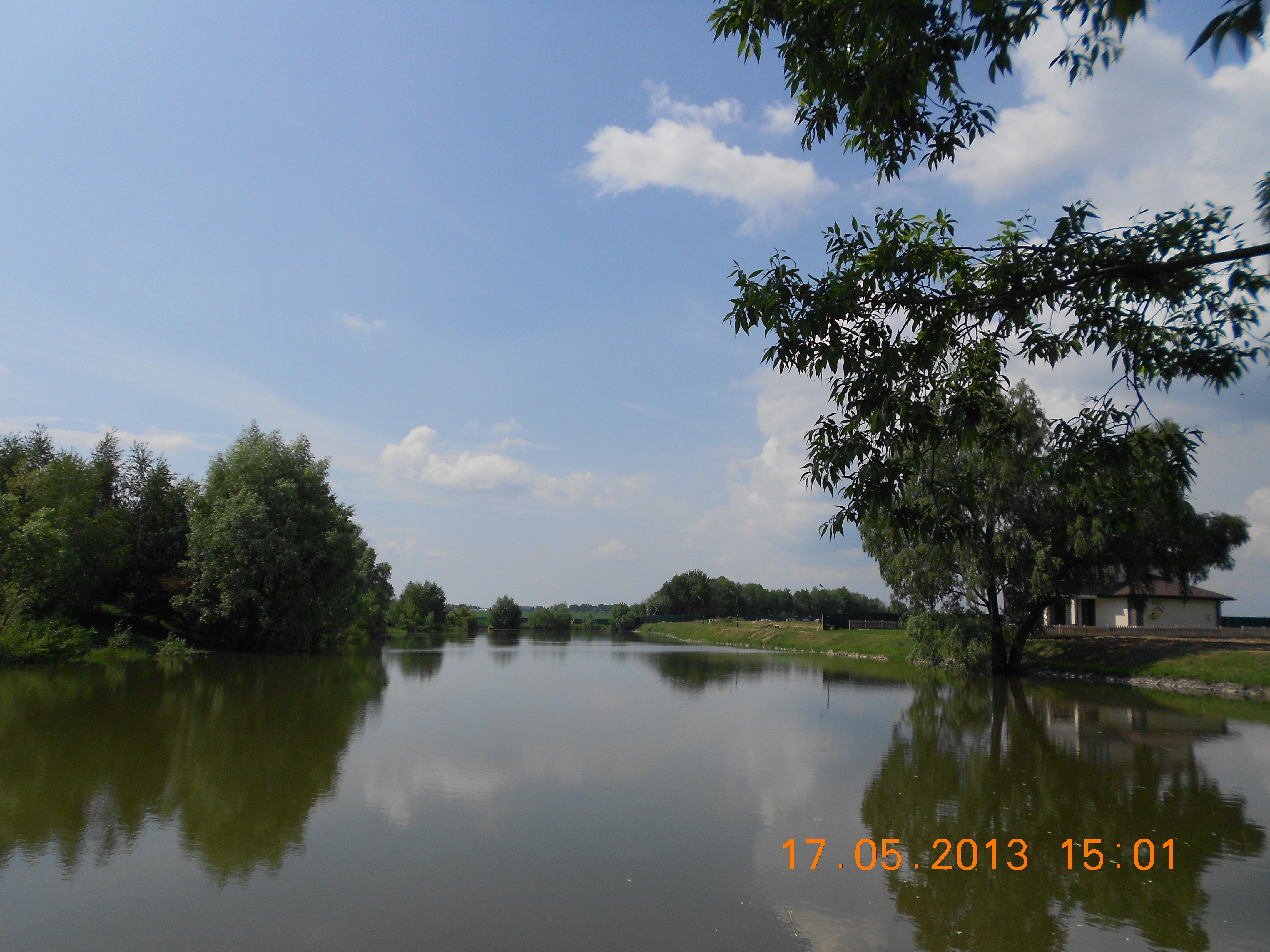
Пруд Рябенковое, 2013
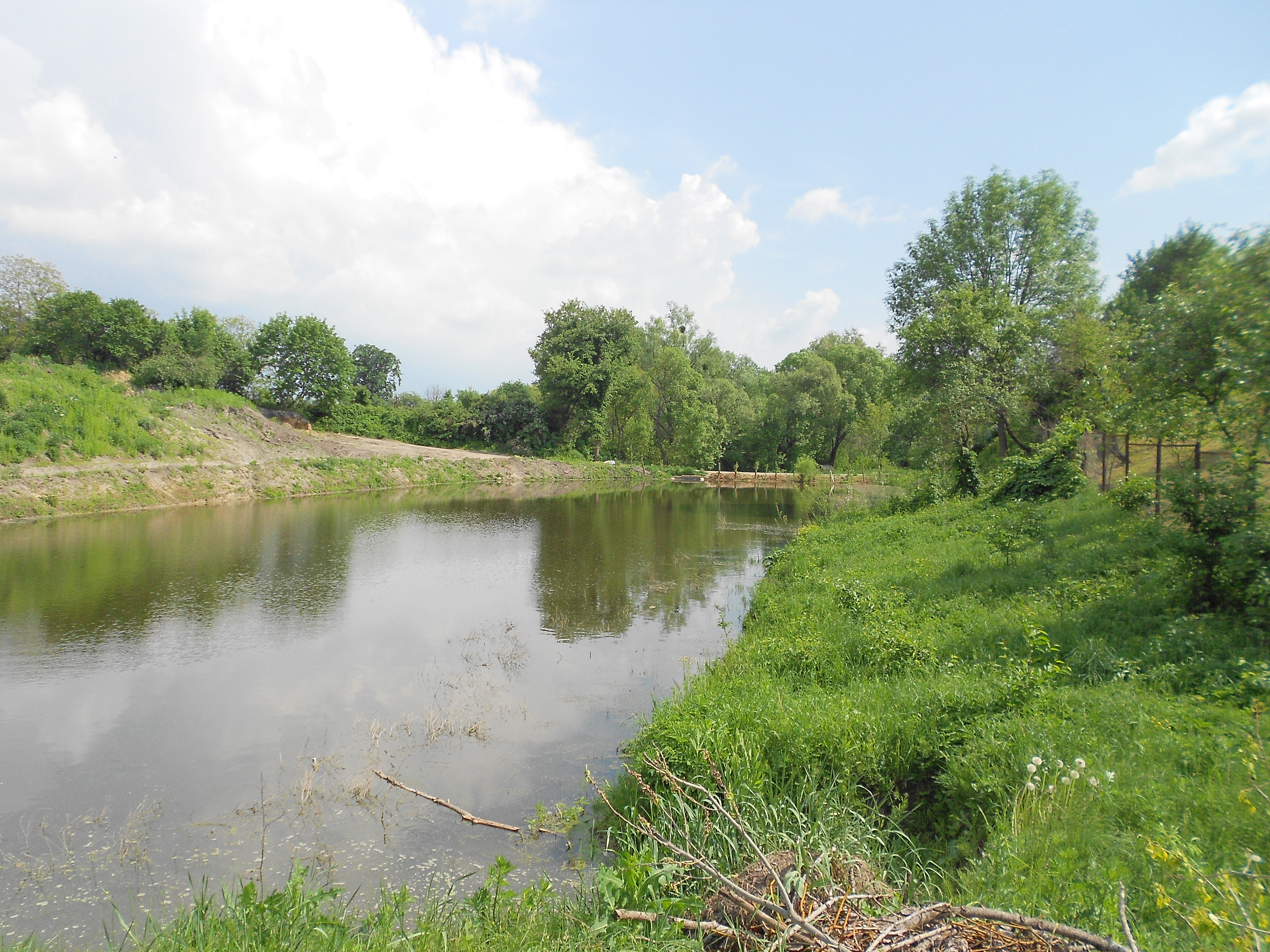
Пруд Школьный-2, 2013
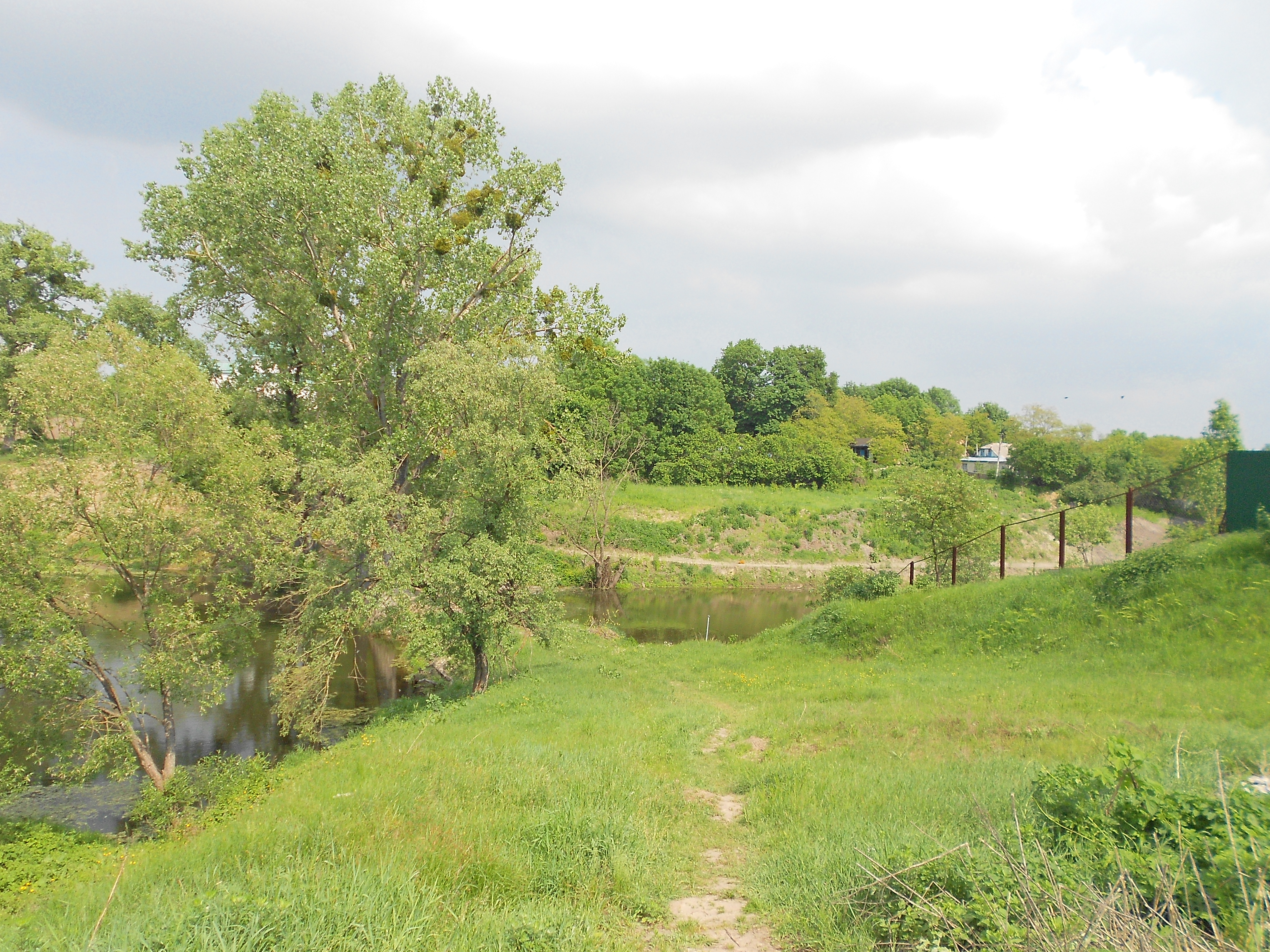
Пруд Школьный, 2013
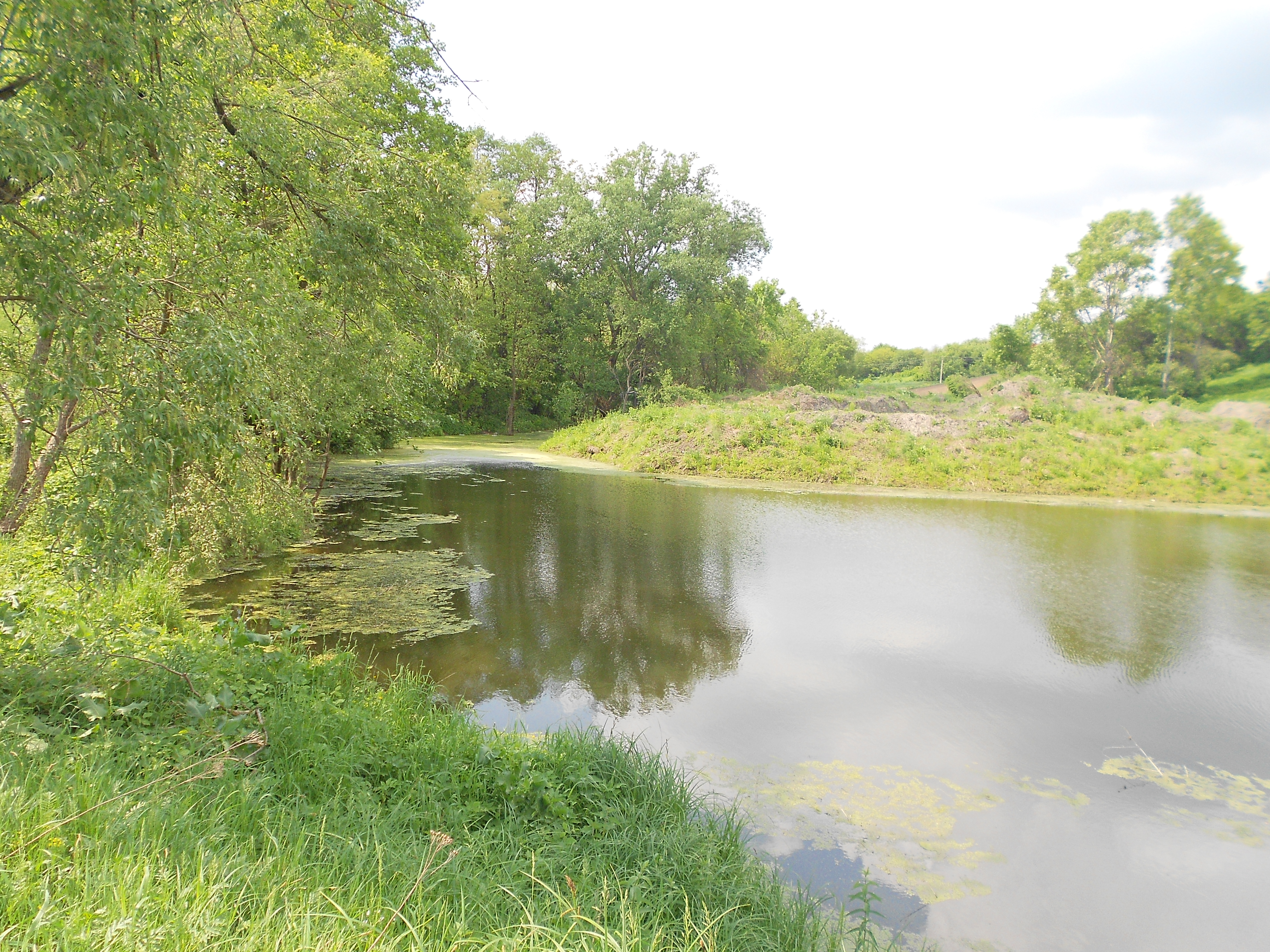
Пруд Школьный, 2013
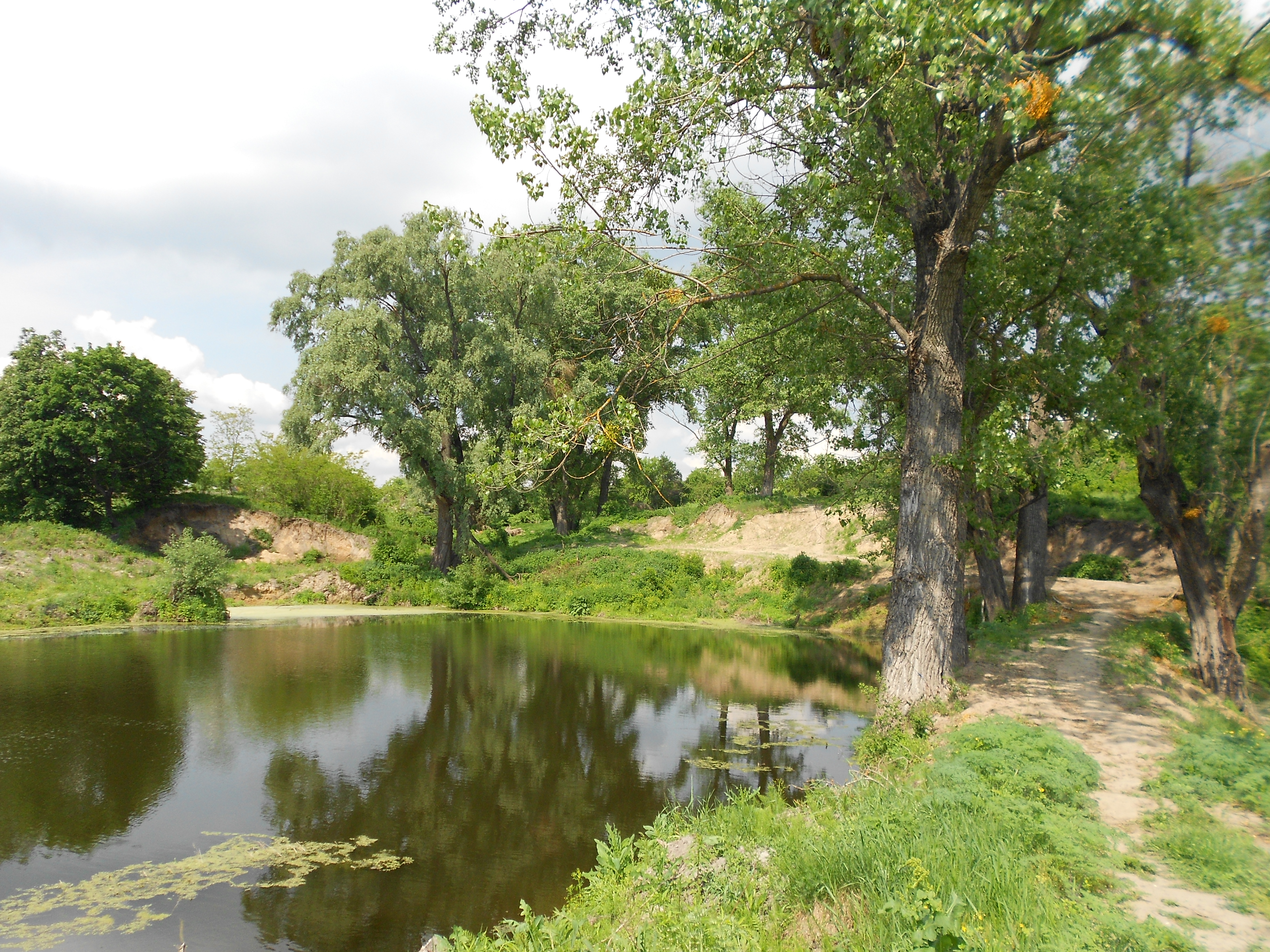
Пруд Школьный, 2013
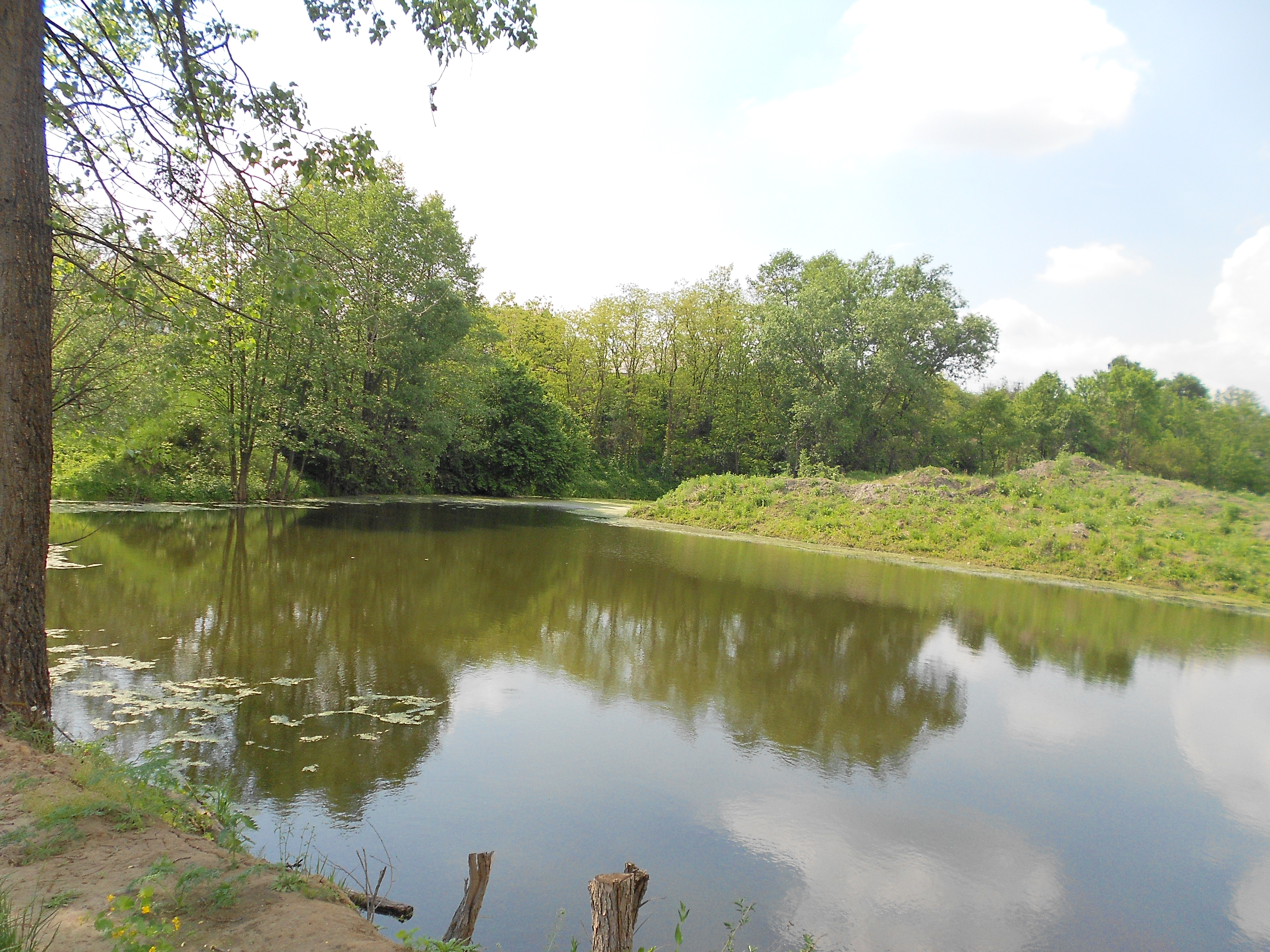
Пруд Школьный, 2013
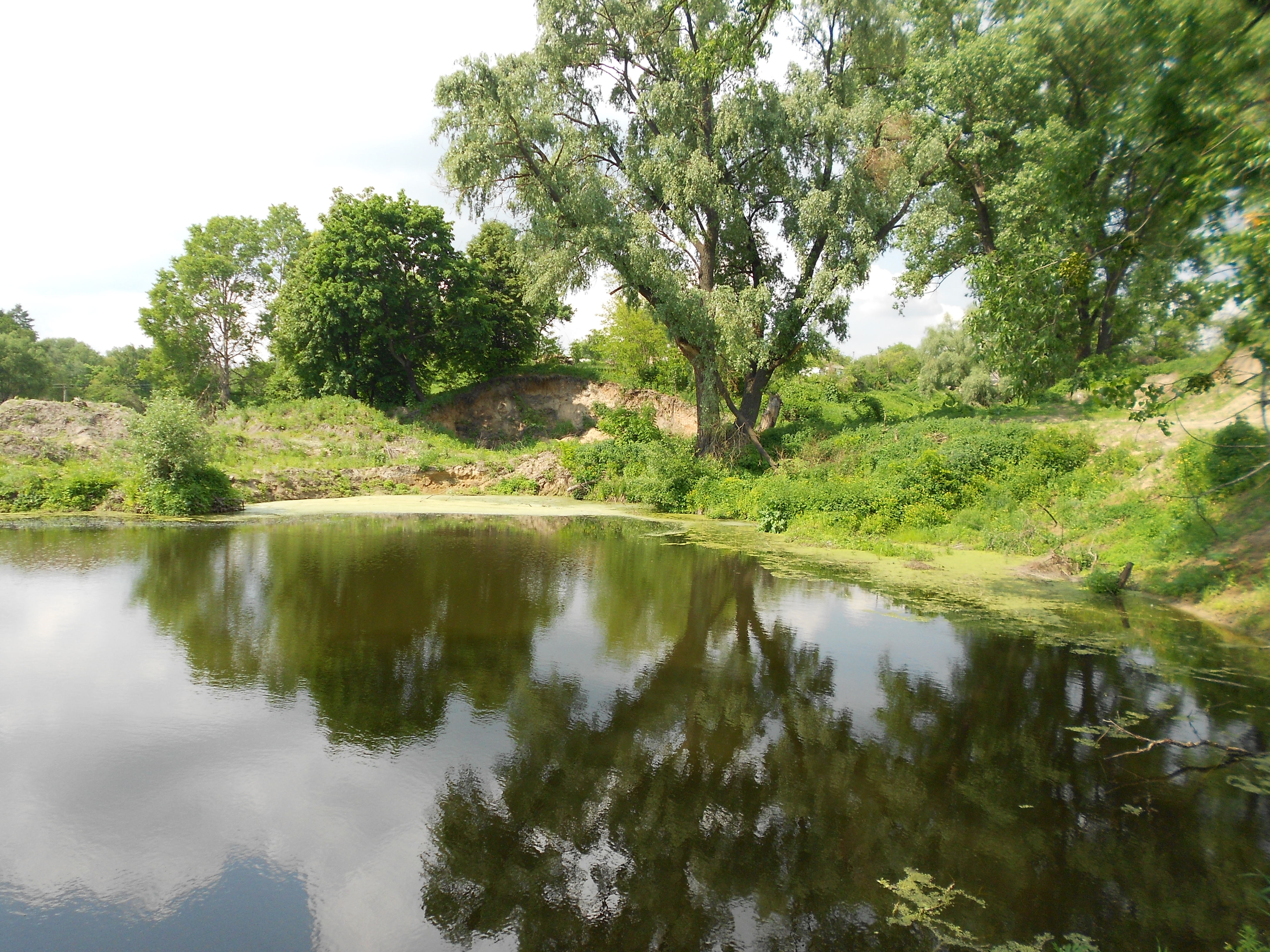
Пруд Школьный, 2013

## Улицы и планировка села
- Киевская — самая большая (центральная) улица (от начала села при въезде со стороны станции Глеваха).
- 40 лет Победы — тоже одна из самых больших улиц. Начало улицы от ровчака (небольшого ручейка) к Колхозной. Историческое название — Усовая Гора.
- Речная (возле кладбища).
- Колхозная (район бывшего колхоза).
- Проулок Фабричный (от Киевской в сторону с. Зелёный Бор, старое название поселения — «Фабрика»).
- Проулок Полевой (от 40 лет Победы к саду).
- Проулок Вишневый (от Киевской улицы направо, при въезде в село).

### Исторические районы

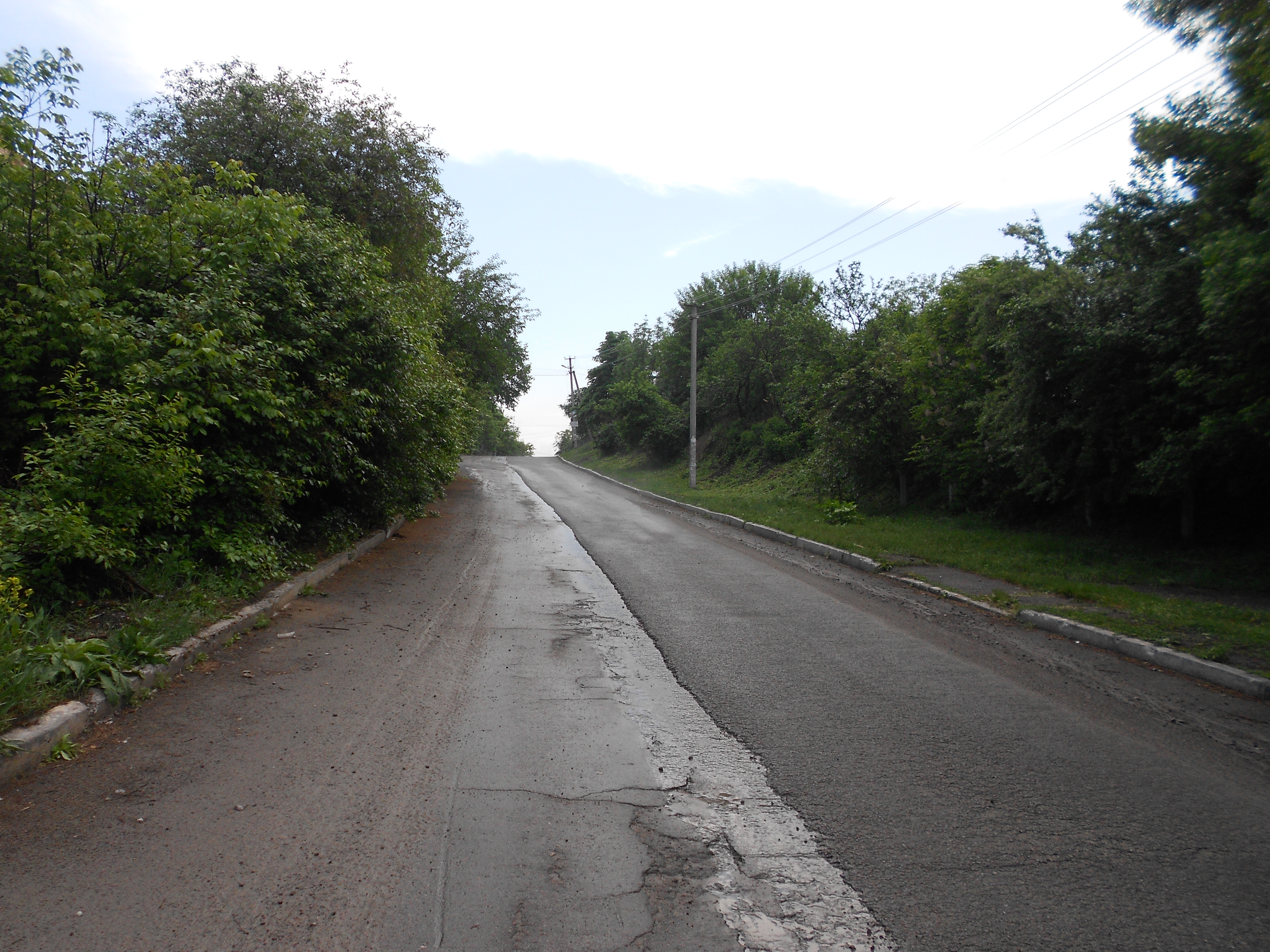
Исторический район Усовая Гора (улица 40 лет Победы, 2013)

С давних пор село делится на несколько исторических районов:
- Усовая Гора;
- Удодивщина;
- Колхоз;
- Бусловка;
- Дачи;
- Двирня.

### Коттеджные городки

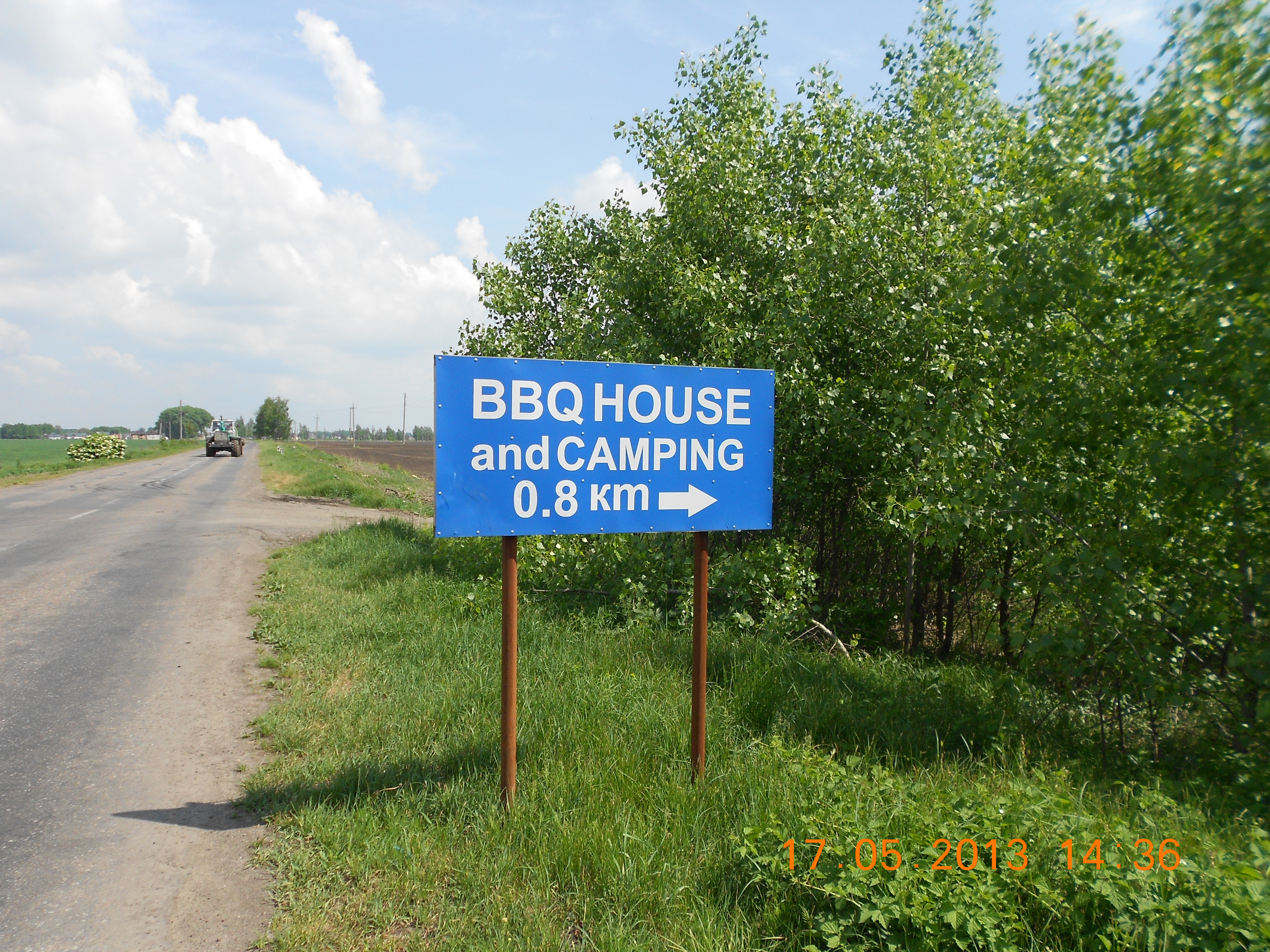
Дорога к BBQHouse
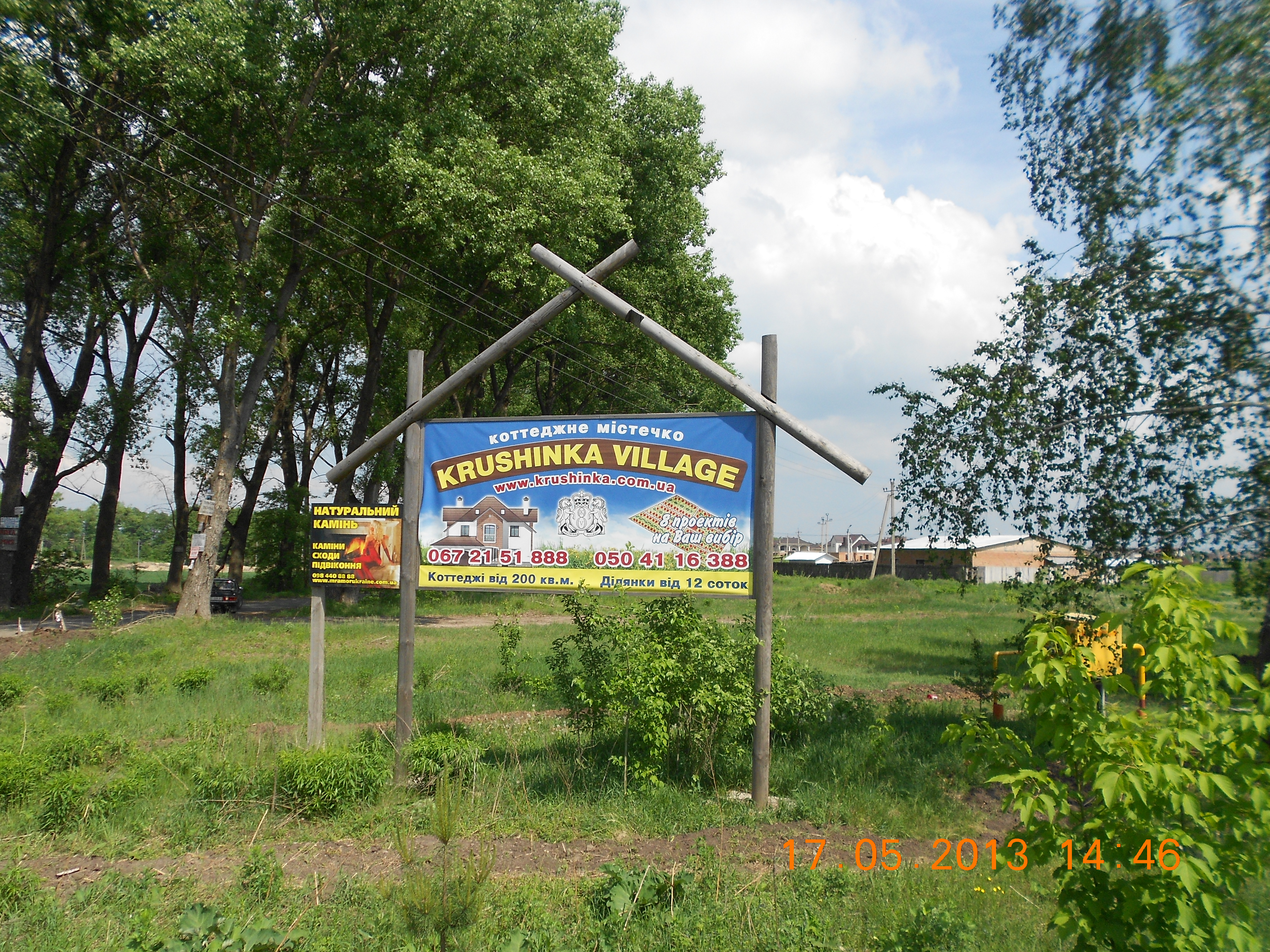
KrushinkaVillage
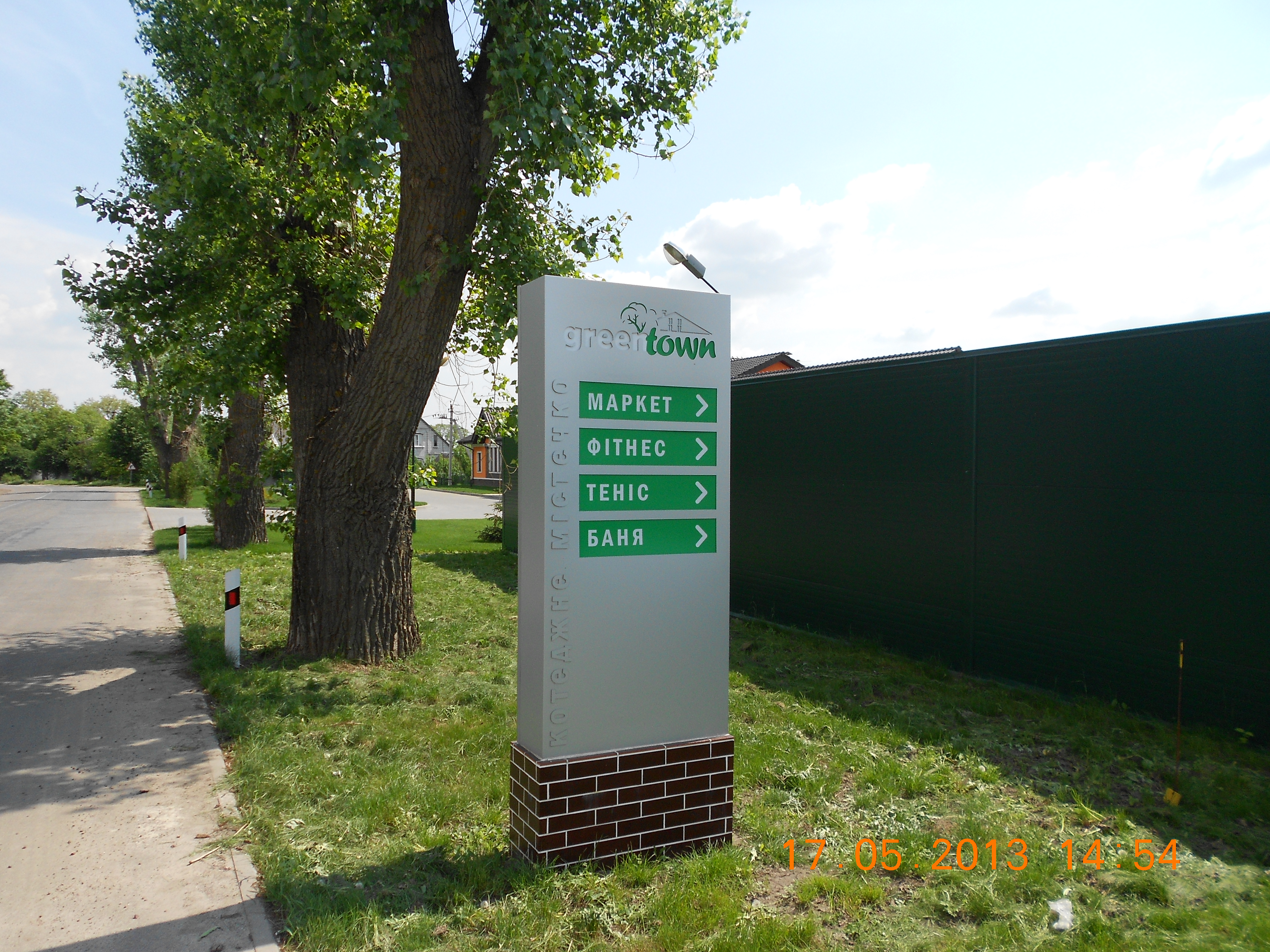
Табличка Krushynka greentown
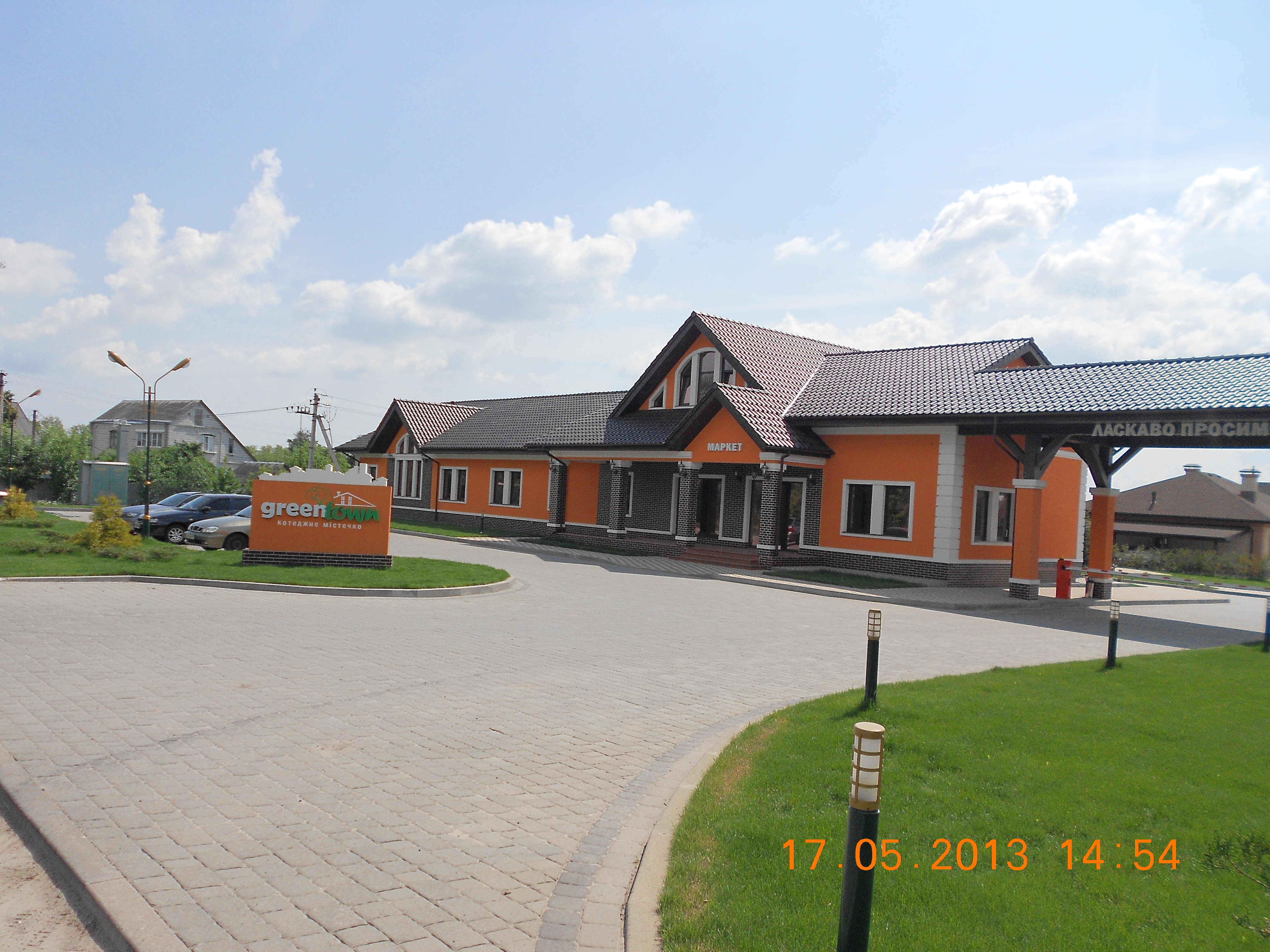
Центральный въезд к Krushynka greentown

С начала 2000-х годов возле села начали возводить коттеджные городки: «Green Town(Грин Таун)», «Крушинка Парк», «Sunrise Village(Санрайз Вилладж)», «HAUSPLUSLAND Крушинка(Хауспласленд Крушинка)», «На Счастливой», «Крушинские Озера», «Хуторок», «Семь Озер».

## Экономика

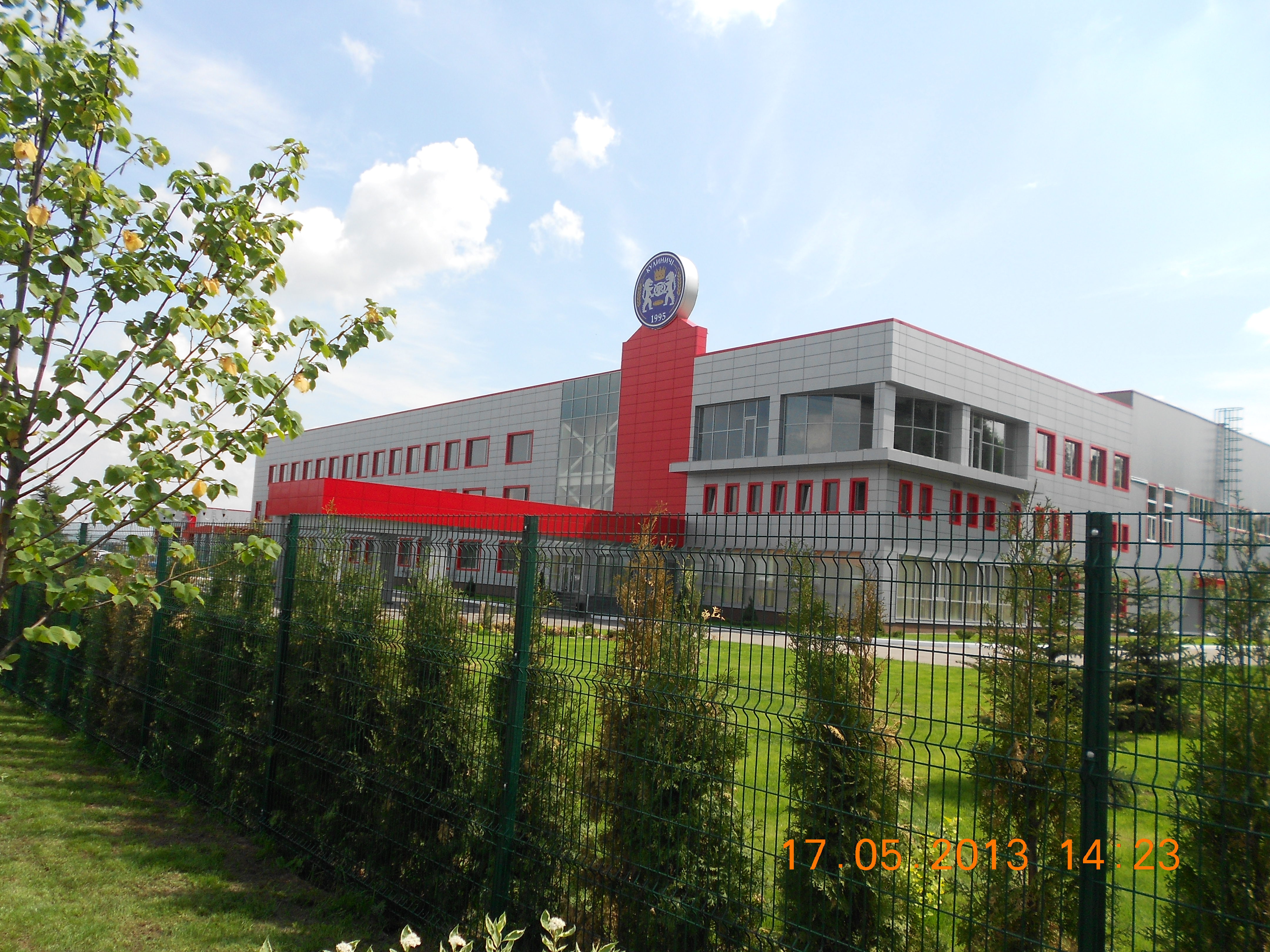
Завод «Кулиничи», 2013.

Во времена СССР существовал колхоз, в котором выращивали зерновые, а также яблоки в колхозных садах. После развала СССР колхоз очень быстро развалился. Фермерство не прижилось в селе, за единичными исключениями. Сад пришёл в негодность. Землю начали разворовывать. Бывшие колхозные склады, которые были в хорошем состоянии, начали сдавать под склады фирмам и кооперативам. Со временем (где-то с середины 2000-х годов) тут постоянными арендаторами помещений стали мебельная фирма Диванти и ещё несколько фирм.

### Завод «Кулиничи»

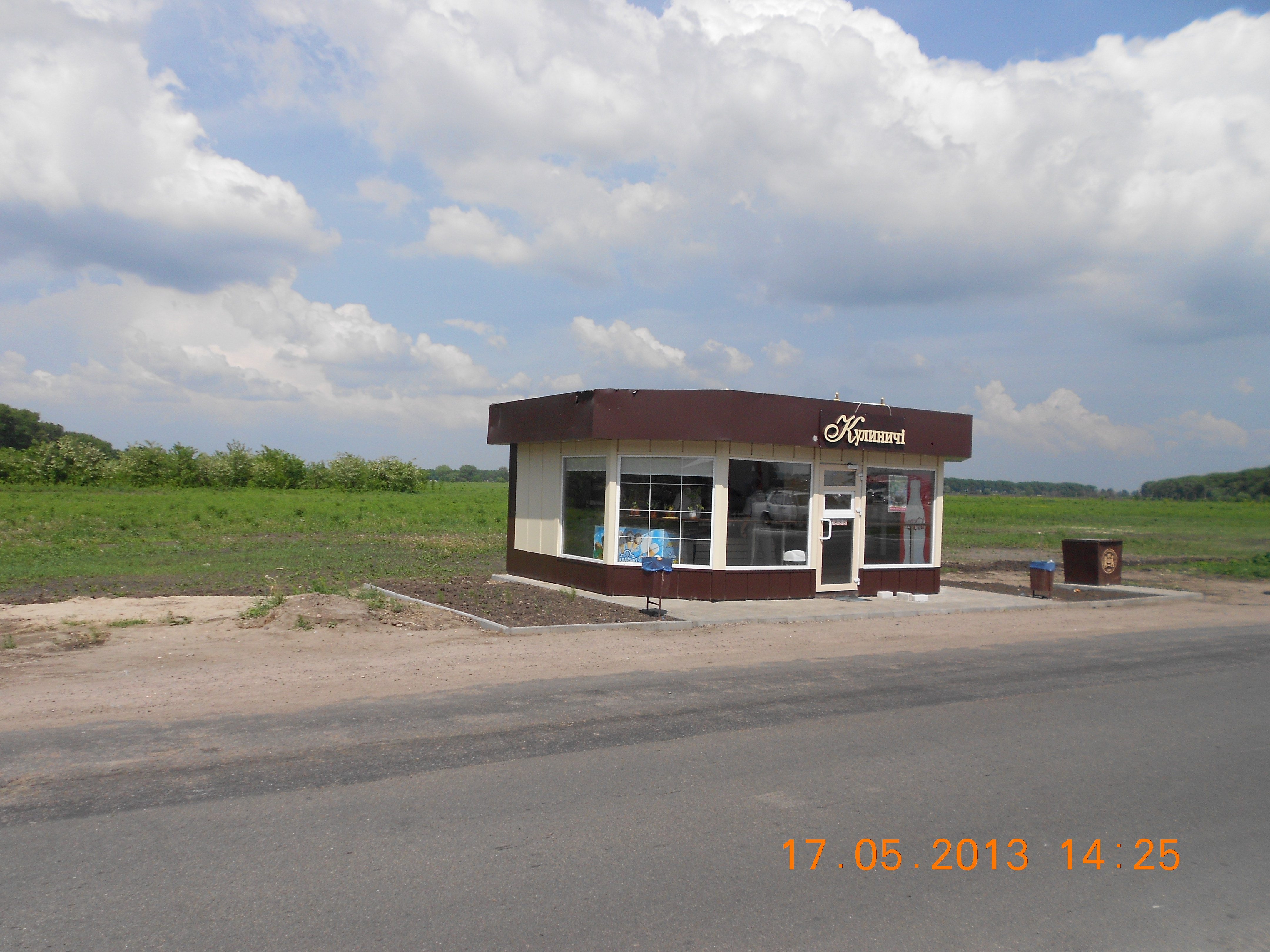
Магазин завода «Кулиничи», 2013.

На бывшем поле был построен и сдан в 2012 году в эксплуатацию хлебозавод «Кулиничи». Напротив завода был открыт фирменный магазин «Кулиничи», где всегда можно купить разнообразную свежую и вкусную сдобу, и другие хлебопродукты. Также завод установил новую автобусную остановку. А возле пересечения дорог Крушинка-станция Глеваха и Киев-Васильков установили светофор.

## Транспорт

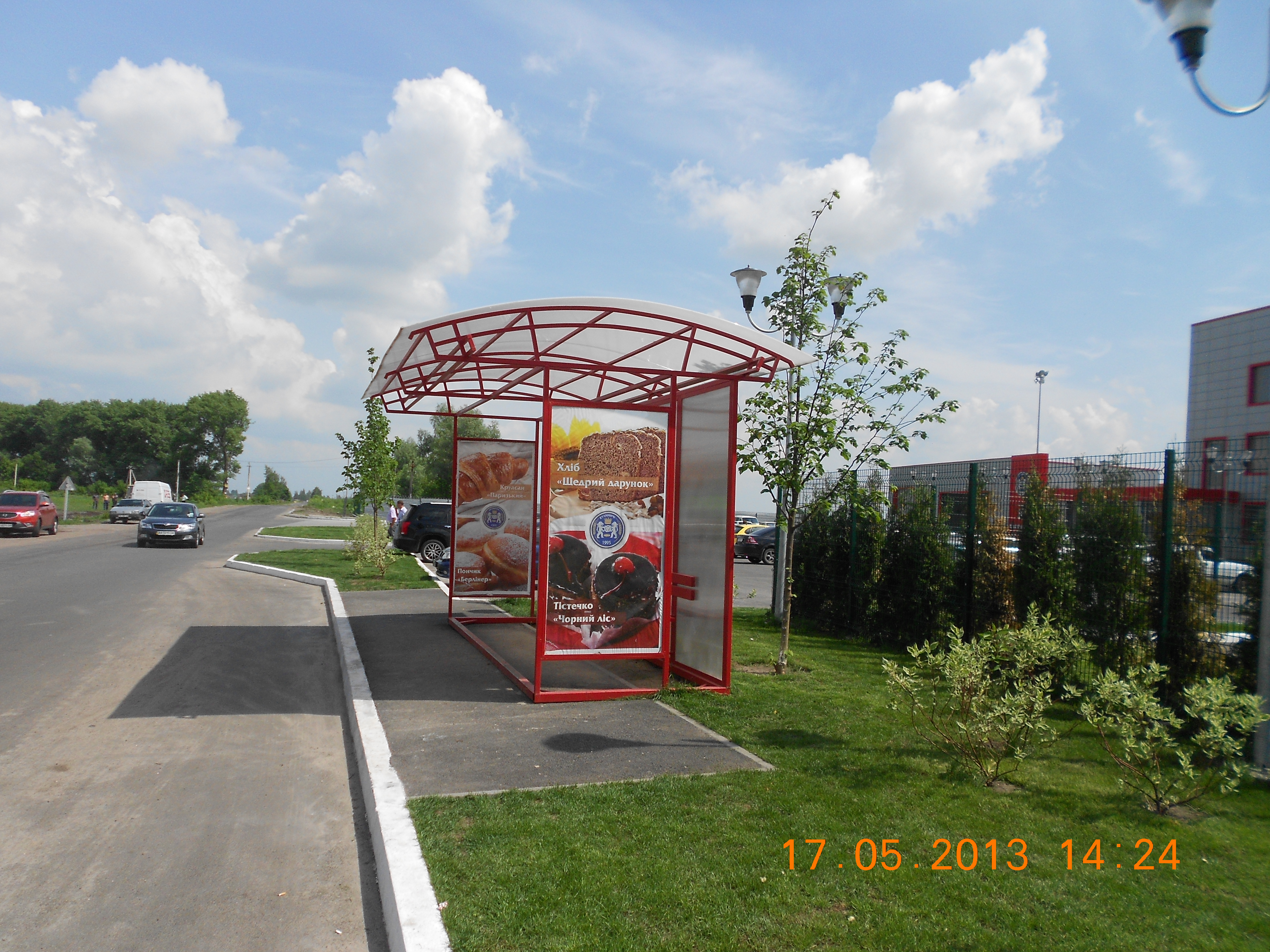
Новая остановка возле завода «Кулиничи», 2013.

От села к городу Васильков 6 км, от ж.-д. станции Глеваха 5 км, от трассы Киев-Васильков 4 км, от села Зелёный Бор — 2 км.
По этому маршруту ездит маршрутка. Стоимость проезда от 2 гривен (от села к трассе) до 5 гривен до Василькова. Движение начинается в 05:40, заканчивается в 20:00. (Данные на 2012 год.)

## Архитектура

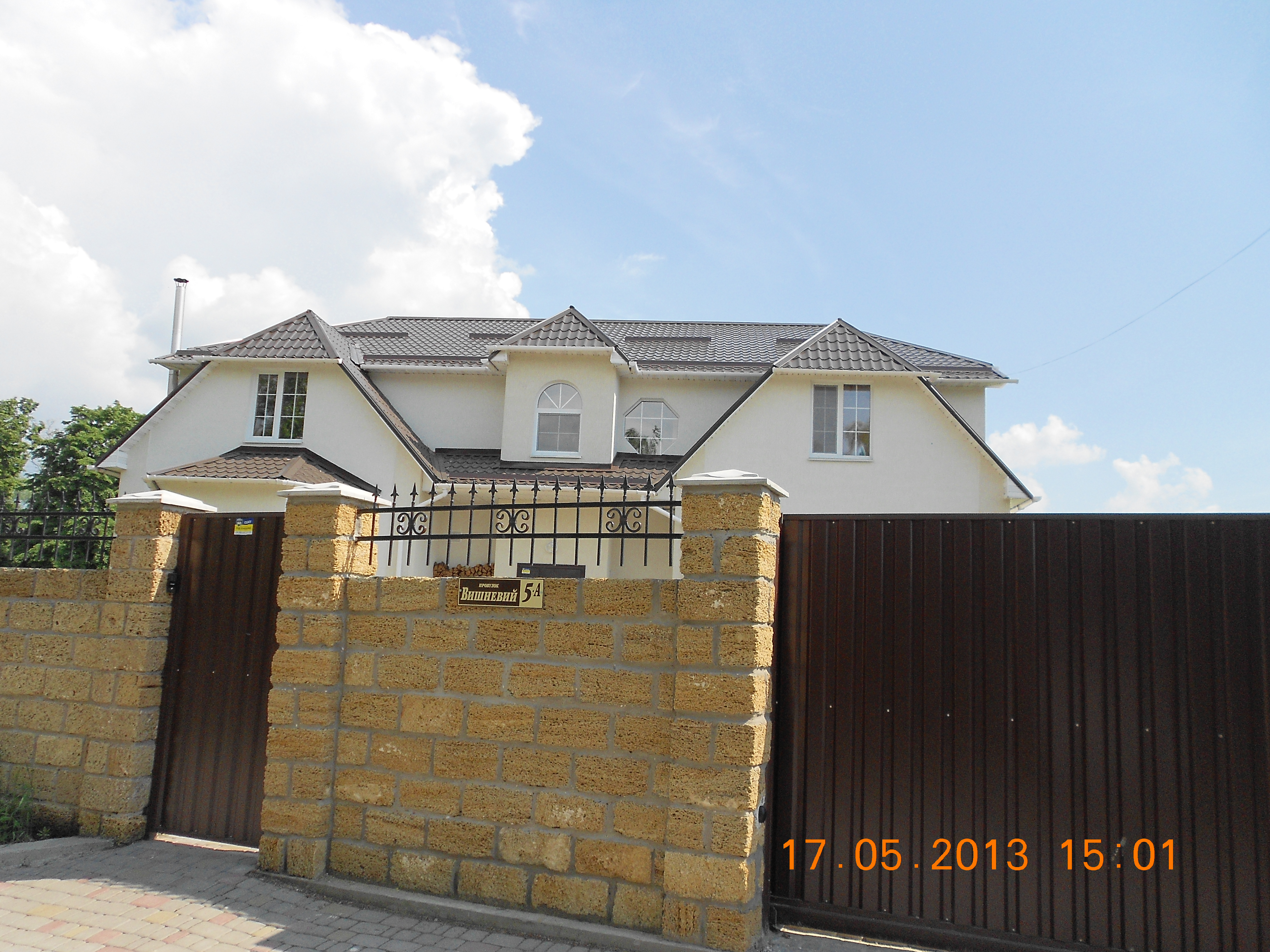
Новый дом в селе
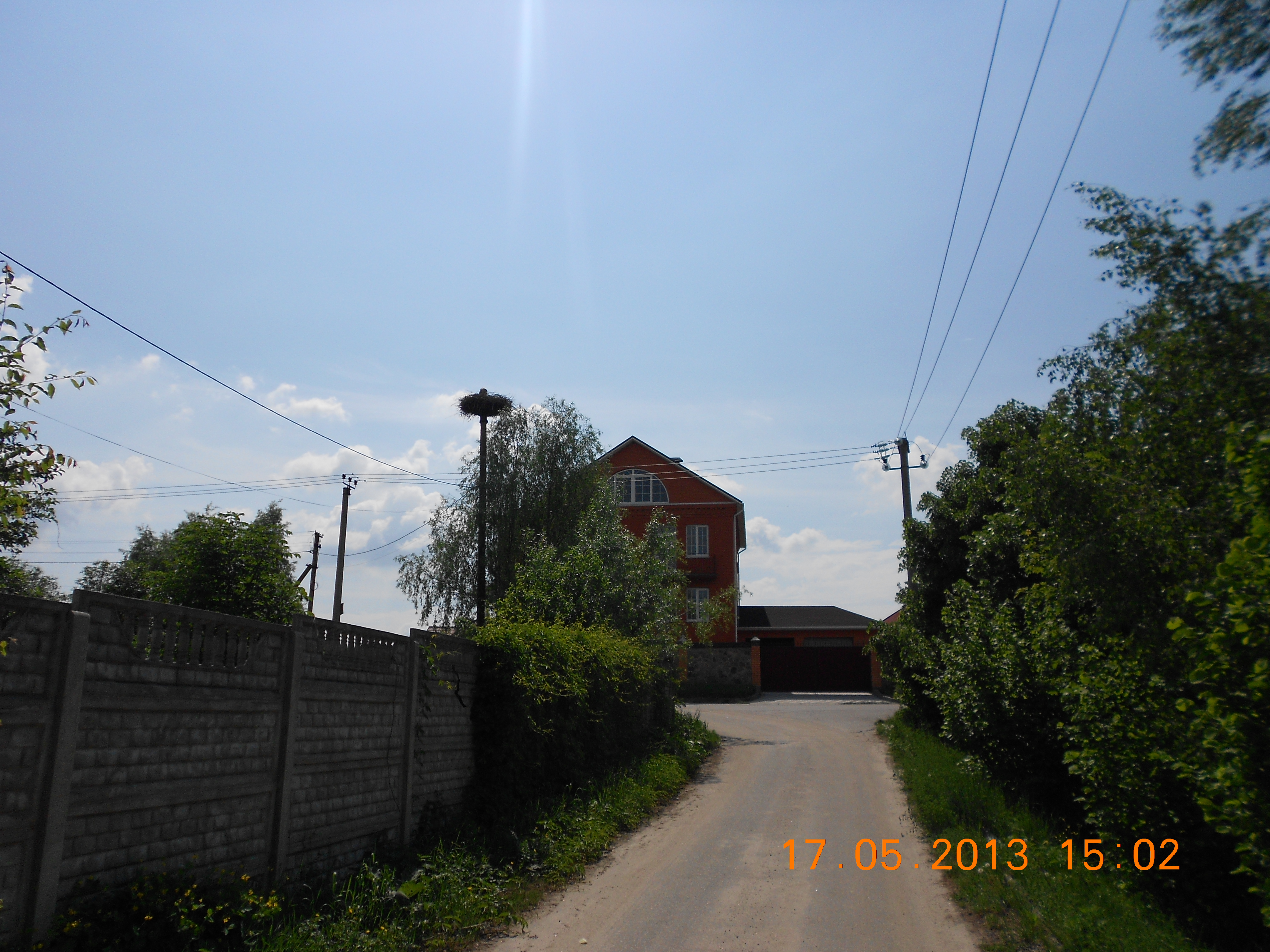
Новый дом в селе (по середине фотографии — лелека)
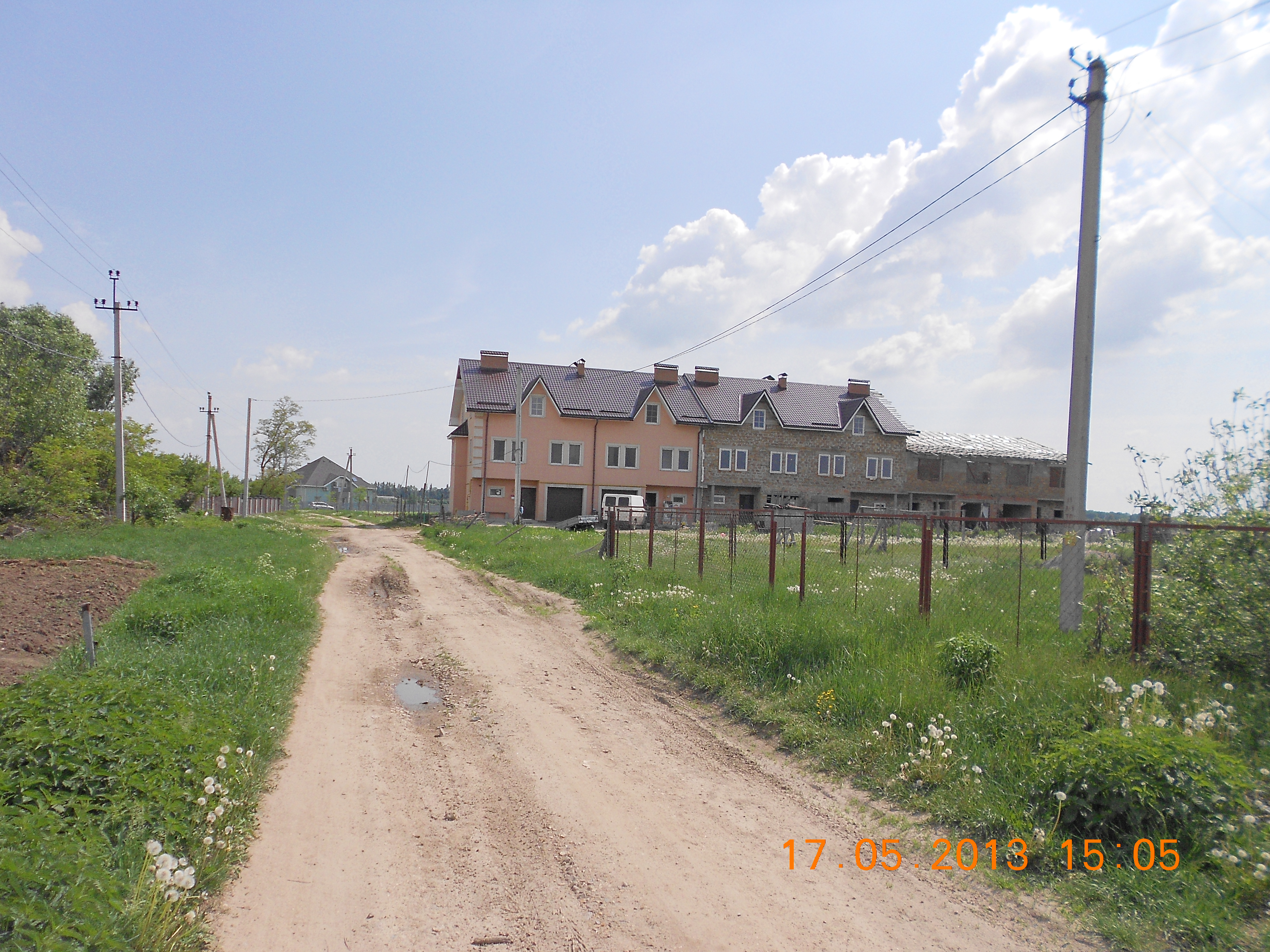
Новый многокомнатный дом в селе

Раньше, как и везде на Украине, дома (хаты) были с соломенной крышей (стрихой). В конце 1980-х годов в селе ещё было несколько таких домов. Последний ещё пережил 2000-е годы, но потом был разрушен.
С приходом независимости Украины активизировалось строительство. В основном дач. С середины 2000-х годов активно строились коттеджи. Некоторая часть была продана, а часть (около трети) так и осталась недостроенной.

### Сельсовет
Находится в центре села, на улице Киевской. Построен в конце 1990-х годов.

### Магазины
Ещё с советских времен в селе был Продмаг. Он и теперь работает, обновленный, практически с киевским ассортиментом. Находится в центре села, по улице Киевской, возле Сельсовета.
Ещё один магазин, в народе просто генделык, возле так называемого ровчака.
И третий магазин (открыт в 2008 году) находится за селом.

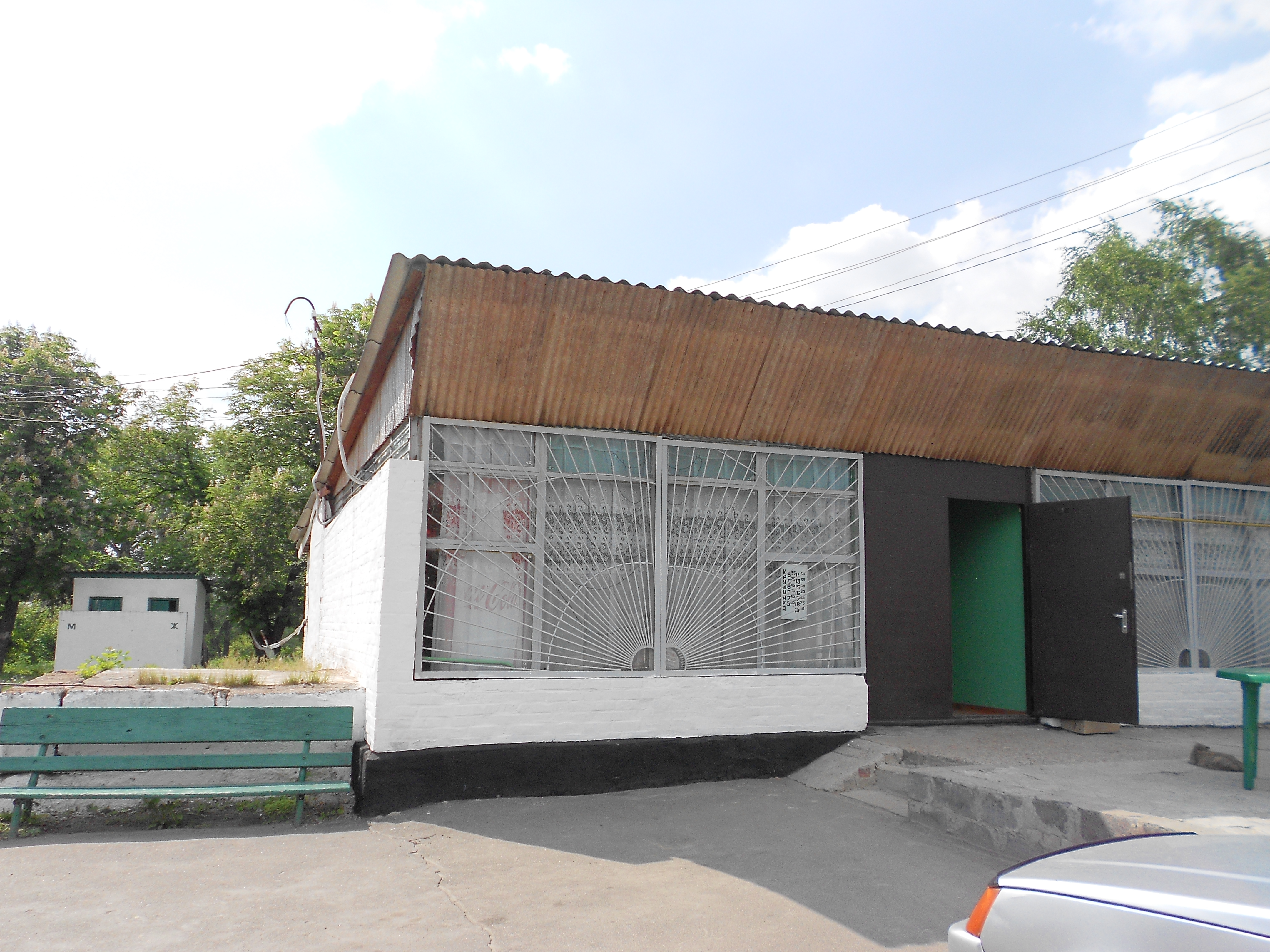
Продмаг, центр села Крушинка.
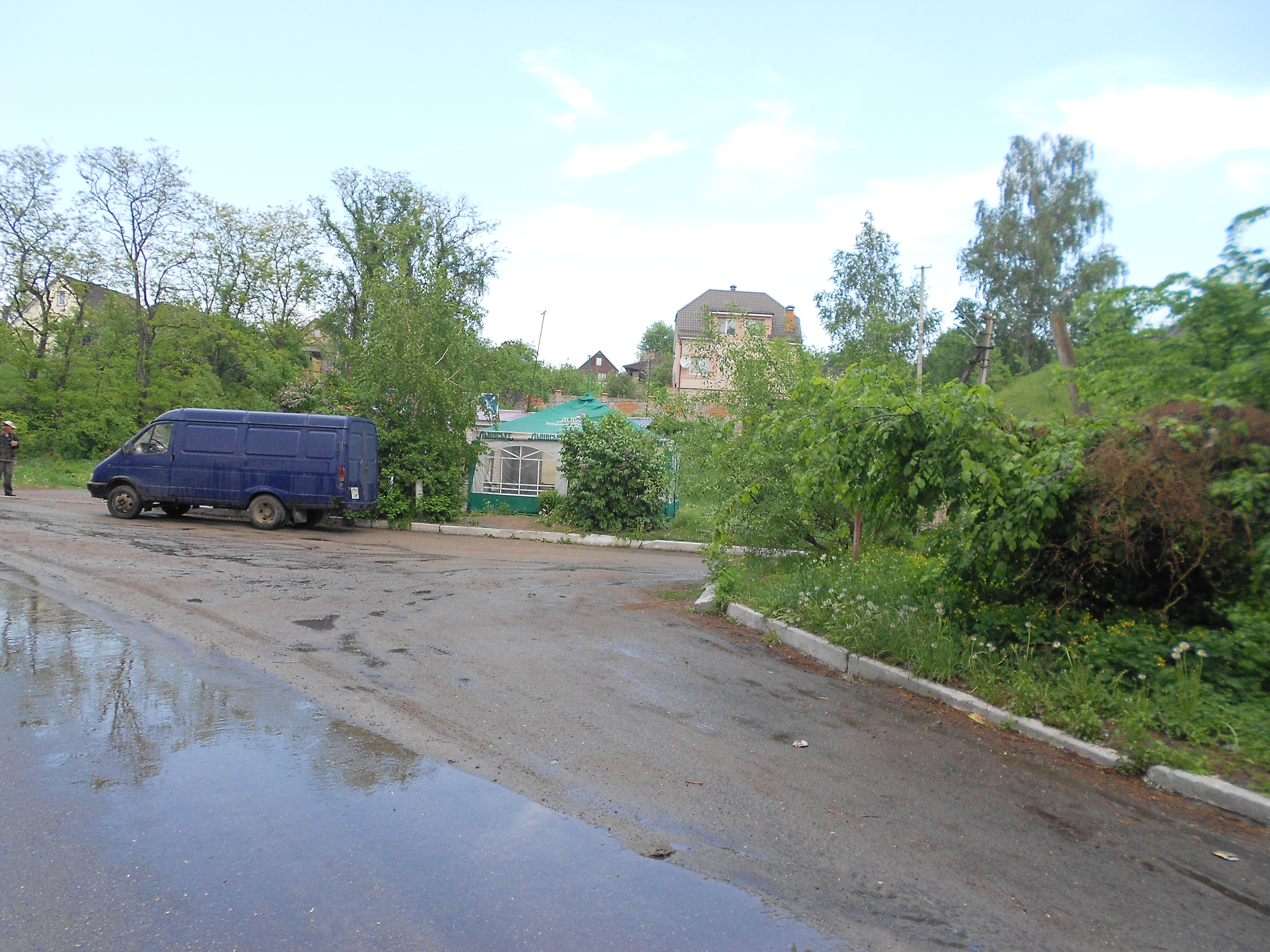
Генделык, магазин.
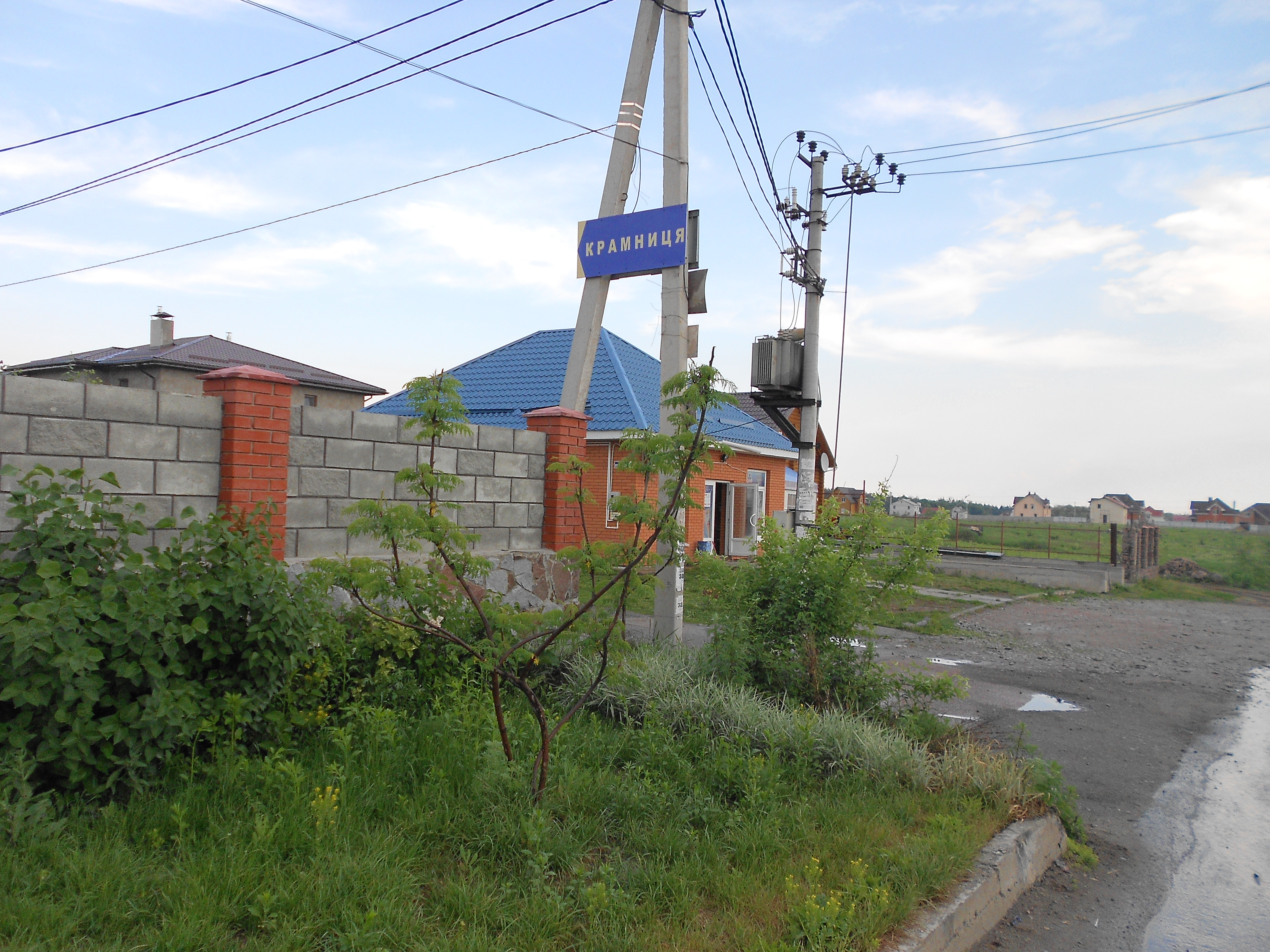
Крамныця за селом.